# Yu Yaodong
Yu Yaodong (chinesisch 庾耀东, Pinyin Yǔ Yàodōng, * 1951 in Dongguan; † 24. November 2012) war ein chinesischer Badmintonspieler.

## Karriere
Yu Yaodong war einer der bedeutendsten chinesischen Badmintonspieler der 1970er Jahre. In dieser Zeit gab es noch eine strikte Trennung zwischen dem China-nahen Weltverband WBF und dem weitaus größeren Verband IBF, so dass sich Yaodong so gut wie nie mit den Größen des anderen Verbandes messen konnte. 1961 begann er an der Amateur-Sport-Schule  in Guangzhou Badminton zu spielen, 1965 wurde er Mitglied im Team von Guangdong. 1972 wurde der aus Dongguan stammende Yaodong chinesischer Nationalspieler. Bei der Weltmeisterschaft der WBF wurde er 1978 Erster im Herrendoppel mit Hou Jiachang und ebenfalls Erster im Herreneinzel.

## Sportliche Erfolge
| Saison | Veranstaltung           | Disziplin    | Platz | Name                      |
| ------ | ----------------------- | ------------ | ----- | ------------------------- |
| 1974   | Asienspiele             | Herrenteam   | 1     | China                     |
| 1978   | Asienspiele             | Mixed        | 3     | Yu Yaodong / Li Fang      |
| 1978   | Weltmeisterschaft (WBF) | Herreneinzel | 1     | Yu Yaodong                |
| 1978   | Weltmeisterschaft (WBF) | Herrendoppel | 1     | Yu Yaodong / Hou Jiachang |